# Empresa Nacional del Petróleo
La Empresa Nacional del Petróleo (ENAP), creada el 19 de junio de 1950, bajo el gobierno del presidente Gabriel González Videla, es una empresa estatal chilena dedicada a la explotación, producción, refinación y comercialización de petróleo, gas y sus derivados, y de energía eléctrica. Depende administrativamente del Ministerio de Energía.
A través de otra subsidiaria, ENAP Ipetrol (International Petroleum Company), fundada en 1990, la empresa tiene operaciones en Ecuador, Argentina y Egipto. La producción internacional es responsable de la mayor parte del suministro de crudo de ENAP, principalmente de los países vecinos.

## Historia
La ENAP fue creada por la ley N.º 9.618 del 19 de junio de 1950. Inicialmente estaba encargada de la prospección y explotación de petróleo en Tierra del Fuego y el estrecho de Magallanes. Estos yacimientos habían sido descubiertos entre 1945 y 1950.
Posteriormente se construyen las tres refinerías: Aconcagua (Concón, 1954), Concepción (actual Hualpén 1966) y Gregorio, ubicada en la Región de Magallanes. Las dos primeras cuentan con una capacidad de 110.000 barriles diarios, mientras que Gregorio sólo 20.000. Dichas refinerías forman parte de ENAP Refinerías, filial de la ENAP.
La empresa efectuó la construcción de una red de oleoductos y gasoductos nacionales, junto con Copec y Esso Chile por medio de la Sociedad Nacional de Oleoductos (Sonacol 1957) y posteriormente del poliducto entre Refinería Aconcagua y la planta de almacenamiento en Maipú.
El 1 de febrero de 2016, se promulgó la ley N.° 20.897, que amplía el giro de la ENAP a la producción de energía eléctrica y a la participación en licitaciones del rubro energético vinculado a la electricidad. En concordancia a esto, la ENAP inició su participación en proyectos de energías renovables para el sector eléctrico, como por ejemplo, en la construcción de la primera planta de energía geotérmica del país y de Sudamérica, ubicada en la comuna de Ollagüe, región de Antofagasta, inaugurada en 2017.

## Participación en otras sociedades
Enap al año 2006 tenía participación en la propiedad de las siguientes sociedades directamente, además de otras filiales en el país:[cita requerida]
- Petropower Energía Ltda
- Productora de Diésel S.A.
- Terminales Marítimas Patagónicas S.A. (Argentina)
- Oleoducto Trasandino Chile (OT)
- Oleoducto Trasandino Argentina
- Inversiones Electrogas S.A.
- Gasoducto del Pacífico Chile S.A.
- Gasoducto del Pacífico Argentina S.A.
- Geotérmica del Norte S.A.
- Empresa Nacional de Geotermia
- Compañía Latinoamericana Petrolera S.A.
- Innergy Holdings S.A.
- Éteres y Alcoholes S.A.
- Petrosul S.A.
- Distribuidora Petrox S.A. (Perú)
- Norgas S.A.
- A&C Pipeline Holding
- Gas de Chile S.A.